# Готардский автомобильный тоннель
Сен-Готардский автомобильный тоннель (нем. Gotthard-Strassentunnel, итал. Galleria stradale del San Gottardo) — тоннель в Лепонтинских Альпах (Швейцария) протяжённостью 16,9 км (10,5 миль).
Высота северного портала — 1080 м, южного — 1146 м над уровнем моря. Связывает 2 швейцарских кантона: Ури на севере и Тичино на юге.
На момент окончания строительства в 1980 году являлся самым длинным автомобильным тоннелем в мире.

## История
Швейцарское правительство одобрило строительство тоннеля в июле 1969 года. Он должен был существенно сократить путь через перевал Сен-Готард. На тот момент это был самый длинный тоннель в мире.
Тоннель был открыт 5 сентября 1980 года. Проезд по тоннелю бесплатный.
Тоннель Сен-Готард является составной частью автомагистрали A2 в Швейцарии, от Базеля до Кьяссо на границе с Италией. Сейчас открыт только один тоннель, через который осуществляется движение в обоих направлениях, для каждого направления выделяется по одной полосе. Ограничение скорости составляет 80 км/ч. При езде в тоннеле рекомендуется поддерживать дистанцию не менее 150 м.
На референдуме 28 февраля 2016 года было принято решение построить второй тоннель. Ожидается, что он будет введен в эксплуатацию в 2029 году. После этого будет проведен ремонт первого тоннеля. После этого оба тоннеля будут доступны с 2032 года. В каждом направлении будет открыто только по одной полосе, поэтому пропускная способность Готардского тоннеля не увеличится .

## Происшествия
24 октября 2001 года при столкновении двух грузовиков в тоннеле произошел пожар. Погибло 11 человек. Тоннель был закрыт в течение двух месяцев после аварии. Вновь открылся 21 декабря 2001 года.